# Novi most u Priboju
Most preko reke Lim je betonski drumski most u Novom Priboju koji je izgradila firma Mostogradnja u periodu od 1994. do 2000. godine.  Jedan je od dva mosta koja spajaju Novi Priboj sa regionalnim putem R115 Bistrica - državna granica sa Bosnom I hercegovinom.

## Igradnja
Prema urbanističkom planu iz 1983.godine, Opština Priboj planira izgradnju urbanog stambenog naselja na desnoj obali Lim i izgradnju novog drumskog mosta koji bi direktno spojio postojeći Novi Priboj na levoj obali i novo gradsko naselje koje je bilo u planu. Izgradnja mosta počela je 1994. godine, za vreme velikih sankcija prema SR Jugoslaviji. Zbog teške ekonomste situacije u državi, izgradnja je tekla usporeno. Planirani rok za završetak radova bio je mart 1997. godine ali je reka premošćena tek početkom 1998. godine. Već usporenu izgradnju totalno je prekinula Nato agresija na SR Jugoslaviju. Po završetku rata kreće se u ubrzane radove i konačni završetak mosta posle gotovo trogodišnjeg probijanja rokova. Asfaltiranje vršeno preko debelog ledenog pokrivača koji je neposredno ispred finišera otapan vrelom vodom iz cisterni, koja je dovožena iz toplane FAP-a. U otapanju leda učestvovali su JKP Usluga, FAP Korporacija kao i cisterne vatrogasne jedinice iz Priboja. Iako saobraćajnice nisu u potpunosti završene, most je svečano otvoren 12. januara, na tadašnji Dan Opštine Priboj. Pristupne saobraćajnice i trotoari nisu bili asfaltirani ali to nije smetalo da Priboj konačno dobije most koji je dugo čekao. Most je otvorio Milutin Mrkonjić.
Gradsko naselje na desnoj obali Lima nikada nije sagrađeno.

## Tehničke karakteristike
Radi što boljeg prilagođavanja niveleti puta, njenom podužnom padu od 4,5% i zakošenju od 57,5° u odnosu na tok Lima, sandučasti nosači mosta izvedeni su konzolnim postupkom sa betoniranjem na licu mesa. Svojim izgledom most nije narušio ambijent okoline u kojoj se nalazi.
Most se sastoji od dve konstruktivne celine: Armirano betonske inundacije na desnoj obali raspona 15,25+4x15,0+14,0 koja je betonirana na skeli i prednapregnute betonske konstrukcije na rečnom delu raspona 12,0+84,0+14,0 m. Rečni stubovi su temeljeni na steni pomoću bunara a ostali u otvorenim jamama. Velike negativne reakcije na krajnjim stubovima rečnog dela mosta, prenete su na tlo trajnim geoankerima. Ukupna dužina mosta je 199,25 m. Kolovoznu konstrukciju čine 3 saobraćajne trake, dve u smeru ka regionalnom putu i jedna u smeru ka gradu.Most se nastavlja na Nemanjinu ulicu koja se 1 kilometar nizvodno uliva u drugi most preko Lima i ponovo uključuje u regionalni put. Sa obe strane kolovoza postoje trotoari širine 140cm. Ograda je izvedena od kutijastih profila u rešetkastoj strukturi. Sa obe strane izvedena je rasveta, koja se od 2019. godine sastoji od LED svetiljki. Godine 2018, na uključenju mosta u Nemanjinu ulicu izgrađen je kružni tok koji je zamenio kompleksnu raskrsnicu.

## Galerija
- Novi most 2013.godine
- Pogled na Novi most iz Nemanjine ulice
- Most u toku izgradnje 1997. godine

## Zanimljivosti
- Doček novog milenijuma za građane Priboja organizovan je na  mostu, 12 dana pre njegovog otvaranja. Uz vatromet, kuvanu rakiju i muzički program.
- Otvaranje mosta bilo je u velikoj kampanji obnove zemlje posle rata. Svečani govor pročitan na otvaranju bio je namenjen za mostove srušene u Nato agresiji, što u ovoj prilici nije bio slučaj.
- Most nema zvanično ime ali je u gradu poznat kao Novi Most od samog početka izgradnje

## Spoljašnje veze
- Opština Priboj - Saobraćaj